# 康斯坦丁·尤列涅夫

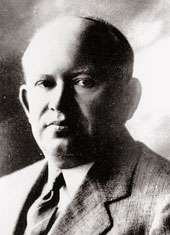
康斯坦丁·尤列涅夫

康斯坦丁·尤列涅夫（俄语：Константи́н Константи́нович Юре́нев，1888年—1938年8月1日）俄罗斯革命家，苏联政治家、外交官，曾参与建立俄国社会民主工党区联派，曾代表苏联出使布哈拉人民苏维埃共和国、拉脱维亚、捷克斯洛伐克、波斯和意大利，1927年至1933年担任驻奥地利大使，后担任驻日本、德国大使，1938年在大清洗期间被处决。